# Bassin de l'Arsenal

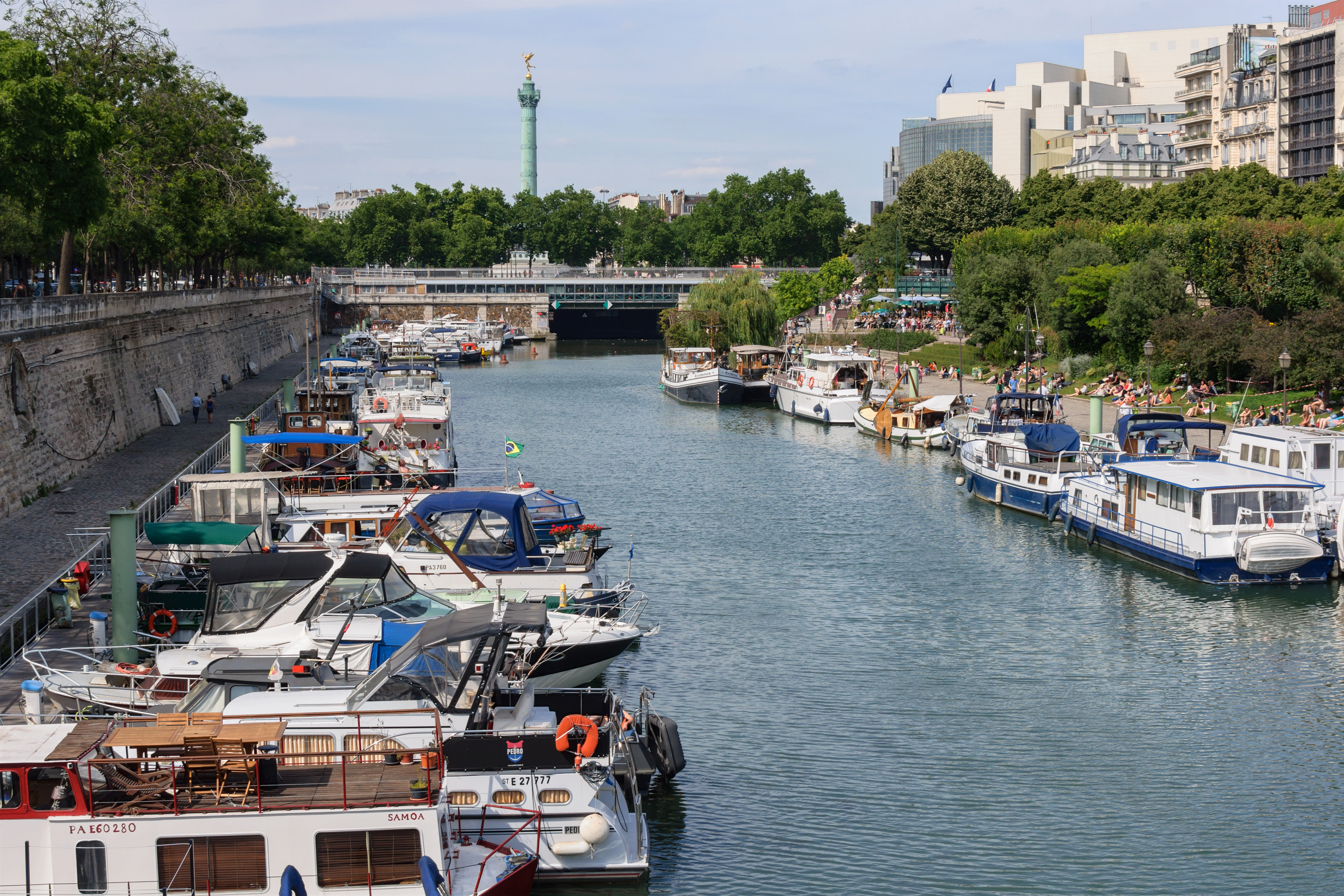
Bassin de l'Arsenal focený z lávky Mornay směrem k Place de la Bastille

Bassin de l'Arsenal (česky nádrž Arzenál) též pod názvem Port de l'Arsenal (přístav Arzenál) je vodní kanál v Paříži, který slouží v současné době jako marina. Nachází se na hranici 4. a 12. obvodu a spojuje Canal Saint-Martin se Seinou. Zhruba vprostřed přes něj vede železná lávka Mornay vybudovaná v roce 1895. Jeho název je odvozen od nedaleké zbrojnice, která dala název celé čtvrti, a kde dnes sídlí Bibliothèque de l'Arsenal. Na straně ve 12. obvodu byl v roce 1983 vybudován veřejný park Jardin de l'Arsenal.

## Historie
V těchto místech nechal král Karel V. vybudovat městské opevnění doplněné vodním příkopem. Jeho součástí byla i pevnost Bastila. Samotné hradby nechal strhnout Ludvík XIV. Poté, co byla zbořena za Francouzské revoluce i Bastila, zůstal příkop jediným stavebním dokladem středověkého opevnění v této čtvrti. V roce 1805 začalo prohlubování příkopu, které bylo dokončeno až v roce 1825. Poté v něm byl vybudován obchodní přístav. V roce 1983 byl přeměněn na rekreační přístav pro jachty a hausbóty pro téměř 180 lodí.